# Овермайер, Роберт Франклин
Роберт Франклин Овермайер (англ. Robert Franklyn Overmyer; 1936—1996) — астронавт НАСА. Совершил два космических полёта: в качестве пилота на шаттле «Колумбия» — STS-5 (1982) и в качестве командира экипажа на шаттле «Челленджер» — STS-51B (1985).

## Рождение и образование
Родился 14 июля 1936 года в городе Лорейн, штат Огайо. Своим родным считает город Уэстлэйк, в том же штате, где окончил среднюю школу высшей ступени в 1954 году. В 1958 году окончил Университет Болдуина-Уоллеса в городе Берия, штат Огайо, и получил степень бакалавра наук в области физики. В 1964 году в Аспирантуре ВМС США получил степень магистра наук в области аэронавтики со специализацией по авиационной технике.

## Военная карьера
Поступил на службу в Корпус морской пехоты (КМП) в январе 1958 года. Прошел летную подготовку на авиабазе ВМС в Кингсвилле, штат Техас, и в ноябре 1959 года получил назначение в 214-ю штурмовую эскадрилью авиации КМП. После окончания в 1964 году Аспирантуры ВМС США Роберт Овермайер в течение года служил в 17-й эскадрилье технического обслуживания авиации Корпуса морской пехоты (КМП) США, которая базировалась в Ивакуни, в Японии. В 1966 году окончил Аэрокосмическую школу пилотов-исследователей ВВС США на авиабазе Эдвардс в Калифорнии. Воинское звание: капитан КМП (1966 год), полковник КМП (1986, в отставке с мая 1986 года). Общий налет составляет 7 500 часов, из которых около 6 000 — на реактивных самолетах.

## Космическая подготовка
В 17 июня 1966 года был одним из пяти пилотов, отобранных по программе «Пилотируемой орбитальной лаборатории (ПОЛ)» ВВС (второй набор по программе ПОЛ). Оставался в отряде до закрытия программы в июне 1969 года. После расформирования отряда ПОЛ, в августе 1969 года был зачислен в отряд астронавтов НАСА в составе 7-го набора. Прошел курс общекосмической подготовки. До ноября 1971 года Овермайер участвовал в инженерно-технической разработке орбитальной станции Скайлэб. С ноября 1971 по декабрь 1972 года входил в экипаж поддержки космического корабля «Аполлон-16». Во время полета кораблей «Аполлон-16» и «Аполлон-17» выполнял функции оператора связи с экипажем в Центре управления в Хьюстоне. С января 1973 по июль 1975 Роберт Овермайер входил в экипаж поддержки корабля «Аполлон» для полета по программе Союз — Аполлон. Во время полета работал оператором связи от НАСА в Центре управления полетом в СССР. После начала работ по программе Спейс шаттл прошел подготовку в качестве пилота шаттла. В 1976 году был подключен к проведению испытательных полетов (ALT) шаттла Энтерпрайз (OV-101) в атмосфере в качестве основного пилота самолета сопровождения T-38 во время первого и третьего свободного полета и члена экипажа поддержки. В 1979 году был назначен заместителем руководителя проекта разработки шаттла Колумбия (OV-102) по всем работам связанным с подготовкой шаттла к первому полёту.

## Космические полёты
- Первый полёт — STS-5[4], шаттл «Колумбия». C 11 по 16 ноября 1982 года в качестве пилота. Продолжительность полета составила 5 суток 2 часа 15 минут[5].
- Второй полёт — STS-51B[6], шаттл «Челленджер». C 29 апреля по 6 мая 1985 года в качестве командира экипажа. Продолжительность полета составила 7 суток 0 часов 10 минут[7].

Общая продолжительность полётов в космос — 12 суток 2 часа 25 минут.

## После полётов
Ушел из НАСА и из отряда астронавтов в мае 1986 года. В мае 1986 года основал консалтинговую компанию «Mach Twenty Five International, Inc». В марте 1988 года возглавил группу специалистов по проектированию космической станции в корпорации «McDonnell Douglas Aerospace», где работал до апреля 1995 года.

## Награды
- Медаль похвальной службы (США) (1983)
- Крест лётных заслуг (США) (1983)
- Медаль «За космический полёт» (1983 и 1985)

## Семья
Погиб 22 марта 1996 года во время катастрофы возле города Дулут, в Миннесоте опытного самолета VK-30 фирмы «Cirrus Design Corp». Похоронен на Арлингтонском национальном кладбище, штат Виргиния.
У него остались: жена — Кэтрин и трое детей: дочери Кэролин и Пэтти, и сын Роберт. Увлекался — лыжами, водными лыжами, акробатическими полетами в бипланах с открытой кабиной пилота, лодочным спортом, бейсболом, теннисом и гольфом.